# Magnus Heunicke

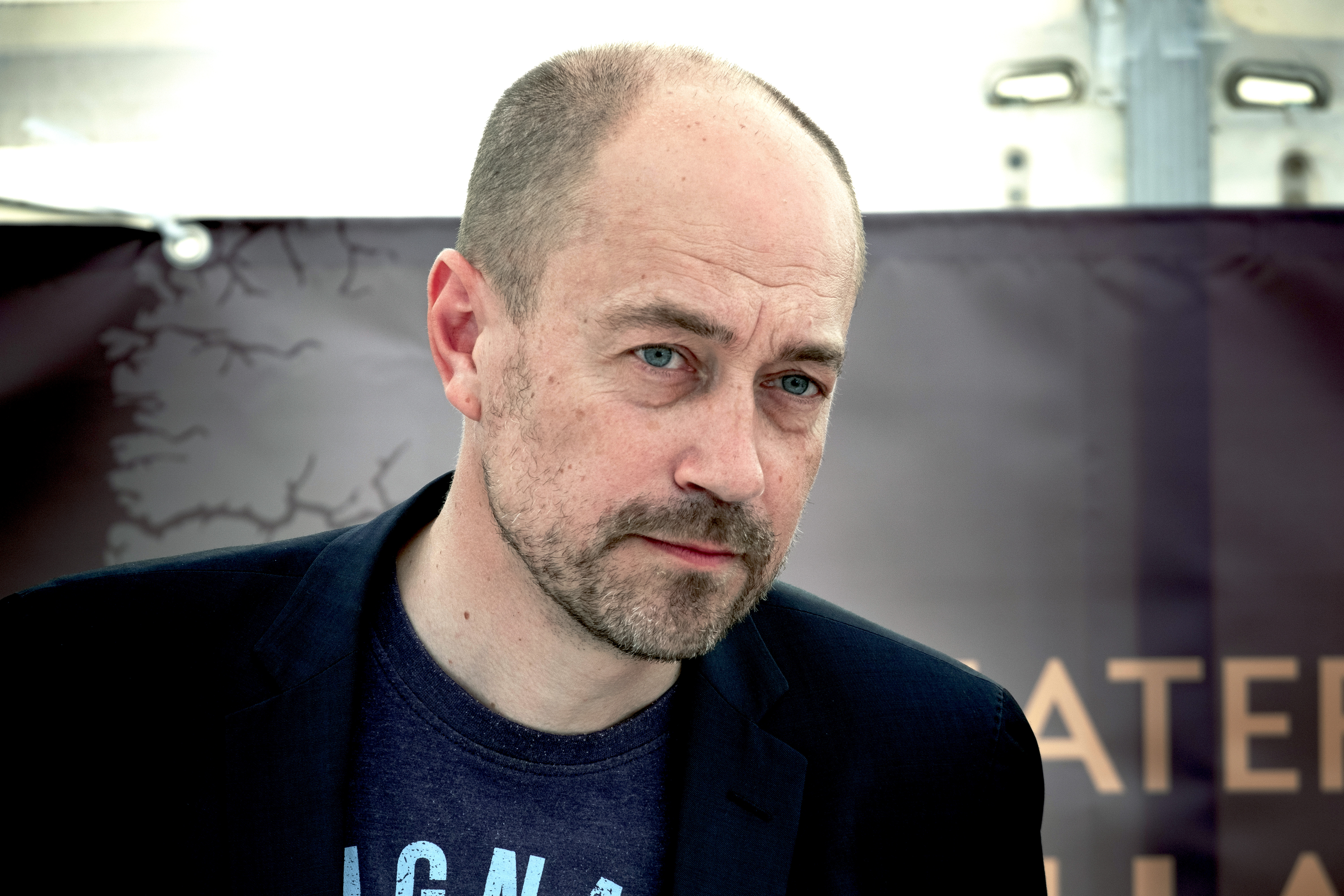
Magnus Heunicke, 2019

Magnus Heunicke (* 28. Januar 1975 in Næstved) ist ein dänischer Politiker der Socialdemokraterne. Seit August 2024 ist er der Umwelt- und Gleichstellungsminister seines Landes. Zuvor war er ab Dezember 2022 bereits Umweltminister. Des Weiteren fungierte er von Februar 2014 bis Juni 2015 als Transportminister im Kabinett Thorning-Schmidt II und von Juni 2019 bis Dezember 2022 als Gesundheitsminister. Seit 2005 ist er Abgeordneter im Folketing.

## Leben
Heunicke ist der Sohn des ehemaligen Bürgermeisters seines Heimatortes Næstved, Henning Jensen. Von 1998 bis 2002 machte er eine Ausbildung zum Journalisten in Aarhus. Zwischen 2001 und 2005 arbeitete er als Journalist bei Danmarks Radio (DR).
Heunicke zog bei der Wahl 2005 erstmals in das dänische Parlament, das Folketing, ein. Er vertritt dort seitdem die Region Sjælland. Vom 13. August 2013 bis zum 2. Februar 2014 war er sogenannter Statsrevisor. Als solcher war es seine Aufgabe zu überwachen, dass die Steuergelder so eingesetzt werden, wie vom Parlament beschlossen waren.
Am 3. Februar 2014 wurde er zum Transportminister unter Helle Thorning-Schmidt ernannt. Bereits vorher war er verkehrspolitischer Sprecher seiner Partei. Er übte das Amt bis zum 28. Juni 2015 aus. Nach der Wahl 2019 wurde er am 27. Juni 2019 zum Minister für Gesundheit und Senioren im Kabinett Fredriksen I ernannt. Bei der Bildung der Regierung Frederiksen II wurde Heunicke am 15. Dezember 2022 zum neuen Umweltminister ernannt. Zum 29. August 2024 erhielt er zum Posten des Umweltministers den Bereich Gleichstellung hinzu.